# Wilfersdorf
Wilfersdorf est une commune autrichienne du district de Mistelbach en Basse-Autriche. Ce bourg du nord-est de l'Autriche est célèbre pour son château, qui fut celui des premiers comtes de Liechtenstein.